# Den gamle præstegård (Viborg)
Den gamle præstegård er en bygning placeret i Sct. Mogens Gade 11 ved domkirkekvarteret i Viborg. Den er opført i år 1730 af pastor Christen Lassen Tychonius, på fundamenterne af en adelig bygård fra år 1530, efter den store brand i Viborg i 1726. Huset var oprindeligt pudset, således at det har lignet et grundmuret hus. Pudset blev banket af i 1895 samtidig med at vinduerne blev større og der blev opsat en kvist. Bygningen har været fredet siden 1919.
Bygningen blev benyttet som præstebolig fra 1718 til 1822.
I dag kendes ejendommen bedst ved navnet "Vægtergaarden" bl.a. illustreret af en morgenstjerne øverst på den øst-vendte kvist.
I 2011-12 gennemgår ejendommens vestfacade en gennemgribende restaurering, hvorunder store dele af det gamle egetømmer i bindingsværket udskiftes med frisk, men dog tørt egetømmer, som skal bære facaden gennem de næste 3-400 år.